# Canne (Cosson)
Die Canne ist ein Fluss in Frankreich, der in der Region Centre-Val de Loire verläuft. Sie entspringt im Gemeindegebiet von Vouzon, entwässert generell Richtung West bis Nordwest durch ein gering besiedeltes Tal der wald- und seenreiche Landschaft Sologne und mündet nach rund 26 Kilometern an der Gemeindegrenze von La Ferté-Saint-Aubin und Ligny-le-Ribault als linker Nebenfluss in den Cosson. Auf ihrem Weg durchquert die Canne die Départements Loir-et-Cher und Loiret.

## Gemeinden am Fluss
Aufgrund der geringen Besiedelungsdichte liegt kein nennenswerter Ort am Fluss, es werden jedoch folgende Gemeinden berührt:
- Vouzon
- Ménestreau-en-Villette
- La Ferté-Saint-Aubin
- Ligny-le-Ribault

## Sehenswürdigkeiten
- Château La Grillière
- Château Lousson
- Château Les Aisses
- Château Le Ruth
- Château Les Fontaines